# Шумава
49°00′ пн. ш. 13°30′ сх. д. / 49° пн. ш. 13.5° сх. д.
Шумава (чеськ. Šumava) або Богемський ліс (нім. Böhmerwald [ˈbøːmɐˌvalt]) — середньовисотний гірський хребет завдовжки близько 200 км уздовж німецько-австрійсько-чеського кордону. Висота до 1456 м (гора Великий Явор). До висоти 800 м вкритий лісами.

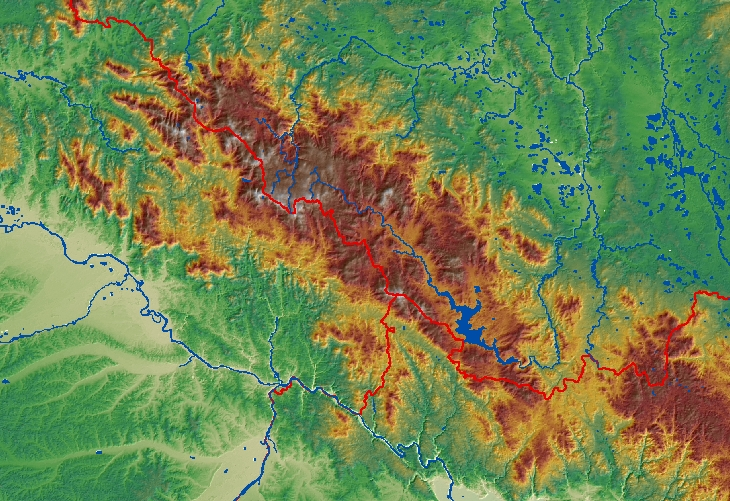

У 1963 році Шумаву назвали охоронною природною зоною, а у 1991 — національним парком; з 1990 року екологічна зона під охороною ЮНЕСКО.